# 日高澄子
日高 澄子（ひだか すみこ、1923年〈大正12年〉3月10日 - 2002年〈平成14年〉8月1日）は、日本の女優。本名、谷口 富子（たにぐち とみこ）。
京都府京都市中京区出身。セクト・Kに所属していた。

## 来歴
植柳尋常小学校（2010年に廃校となった京都市中京区立植柳小学校）卒業後の1935年に宝塚音楽歌劇学校に入学して、1936年にグランド・レビュー『ゴンドリア』で初舞台を踏む。宝塚歌劇団25期生。戦後の1946年に宝塚歌劇団を退団する。
1947年4月に大映京都へ入社し、阪東妻三郎主演『壮士劇場』で映画デビュー、1952年に退社する。1955年から日活、大映にも出演する。その後はテレビドラマの脇役を中心に活動した。
2002年8月1日に肝不全で死去。享年79。

## 出演

### 映画

『蟹工船』（1953年）

- 壮士劇場（1947年）
- 悪魔の乾杯（1947年）
- 春爛漫狸祭 (1948年)
- 幽霊列車（1949年）
- 女殺し油地獄（1949年）
- 七つの宝石（1950年）
- 鉄の爪（1951年）
- 銭形平次（1951年）
- 阿波狸屋敷（1952年）
- 西陣の姉妹（1952年）
- 大佛開眼（1952年）
- 蟹工船（1953年） - 娼婦
- 太陽のない街（1954年）
- 美女と怪龍（1955年）
- 復讐侠艶録（1956年）
- 大菩薩峠（1957年）
- 穴（1957年）
- 秋津温泉（1962年）
- 花と龍（1965年）
- 心中天網島（1969年）
- 最後の博徒（1985年）

### テレビドラマ
- 石中先生行状記（1957年、NTV）
- 夫婦百景（NTV）
  - 第31話「二度目の妻」（1958年）
  - 第39話「似たもの夫婦」（1959年）
- 母と娘（1960年、NHK）
- 連続テレビ小説 / うず潮（1964年、NHK）
- 特別機動捜査隊 第199話「再会」（1965年、NET）
- 人形佐七捕物帳 第30話「矢がすりの女」（1965年、NHK） - 小夜
- 松本清張シリーズ /  厭戦（1966年、KTV）
- 戦国太平記 真田幸村（1966年、TBS）
- 大河ドラマ / 三姉妹（1967年、NHK）
- 七人の刑事 第270話「父に会えない子」（1967年、TBS）
- 泣いてたまるか（TBS） 
  - 第44話「先生しごかれる」（1967年）
  - 第68話「吹けよ春風」（1968年）
- 大奥 第27話「上様乱心」、第28話「美しき献身」（1968年、KTV）
- 三匹の侍 第6シリーズ 第16話「死にたい女」（1969年、CX） - 女将
- 女殺し屋 花笠お竜 第1話「殺し屋が宿場にやってくる」（1969年、12CH）
- 戦国艶物語（1969年、ABC） - 小侍従
- 江戸巷談 花の日本橋 第1回「髪結いおしま捕物帖」、第2回「髪結いおしま捕物帖 謎の銀かんざし」（1971年、KTV） - 脇坂志乃
- 赤ひげ 第33話「氷の下の芽」（1973年、NHK）
- 必殺シリーズ（ABC / 松竹）
  - 必殺仕置人 第9話「利用する奴される奴」（1973年） - およう
  - 翔べ! 必殺うらごろし 第20話「水探しの占い棒が死体を見つけた」（1979年） - 常
- 銭形平次（CX）
  - 第378話「あに・いもうと」（1973年） - おふさ
  - 第779話「憎まれ天使たち」（1981年） - お幸
- 花ぐるま（1974年、NHK）
- おからの華（1974年、YTV）
- 赤い衝撃 第7話「母の離婚」（1976年、TBS）
- ガラスのうさぎ（1980年、NHK）
- 松本清張の駆ける男（1980年、ANB）
- 木曜ゴールデンドラマ / 女、その愛と別れ（1981年、YTV）
- ポーラテレビ小説 / 発車オーライ（1981年、TBS） - まさ
- 水戸黄門（TBS）
  - 第12部 第17話「備前緋襷兄弟茶碗 -岡山-」（1981年） - お国
  - 第21部 第26話「鬼が仕組んだ姥捨山 -善光寺-」（1992年） - しげ
  - 第22部
    - 第13話「帰らぬ息子は船幽霊 -高知-」（1993年） - おさき
    - 第33話「格さんの親友は脱藩者 -白河-」（1993年） - りく

  - 第23部 第24話「お銀に惚れた人形師 -福岡-」（1995年） - お常
- 大岡越前 第6部 第2話「辻斬り三葉葵」（1982年、TBS） - おりく
- ザ・ハングマンII 第16話「ゴッドマザーの馬鹿ムスコを吊るせ」（1982年、ABC）  - 郷原徳江
- 裸の大将 （KTV）
  - 第1話「裸の大将放浪記」（1980年）
  - 第3話「人の心は顔ではわからないので」（1980年）
  - 第13話「ボクは富士山に登るので」（1983年）
  - 第18話「尾道坂道春の雪」（1986年）
  - 第72話「少女と清の母恋し」（1995年）
- 日本の面影（1984年、NHK) - 稲垣トミ
- 銀河テレビ小説
  - 新・青春戯画集（1984年）- 和倉松子
- 土曜ワイド劇場 （ANB）
  - ガラスの断崖（1984年）
  - 美しい女相続人のさけび（1987年）
  - 津軽・青森ロマンチック殺人街道（1989年）
  - 桜子は帰ってきたか（1991年） - 桐本澄江
- 金曜女のドラマスペシャル(CX)
  - 嫁は姑を殺したか（1984年）
  - 母の手紙（1985年）
- 月曜ワイド劇場 / 私はみだらな女（1984年、ANB）
- 親戚たち（1985年、CX）
- 暴れん坊将軍II 第140話「風雲八ヶ岳、男の祭り唄!」（1986年、ANB） - しず
- 松本清張の絢爛たる流離 第2話「銀座の女の完全犯罪」（1987年、ANB） - 加久隆平の妻
- 水曜ドラマシリーズ / 花も実もある（1990年、NHK）
- 火曜ミステリー劇場 / 十津川警部の挑戦（1990年、ANB）